# Engelmannia
Engelmannia é um género botânico pertencente à família Asteraceae. Possui uma única espécie Engelmannia peristenia também conhecida como Margarida de Engelmannia.